# Roger Eno
Roger Eno (Woodbridge, 1960) è un compositore inglese e fratello minore del più noto Brian.
Il suo stile, spesso paragonato all'impressionismo musicale di Debussy e Satie,  presenta sonorità "pastorali" e l'influenza del minimalismo.

## Biografia
Dopo essersi laureato al Colchester Institute ed aver avviato numerosi lavori diversi, venne richiamato da Brian per partecipare alle sessioni del suo album Apollo, uscito nel 1983. Avviò una carriera solista con Voices (1985), un disco per solo pianoforte. I suoi lavori successivi videro la presenza di un maggior numero di strumenti.
Alcune delle sue composizioni appaiono in film quali Dune, Nove settimane e mezzo, Trainspotting, Opera, e Warm Summer Rain.
Durante la propria carriera, Roger ha realizzato installazioni sonore e collaborato con musicisti quali Daniel Lanois, Peter Hammill e i Channel Light Vessel (includenti, Bill Nelson, Kate St John, e Laraaji).

## Discografia
- Voices (1985)
- Between Tides (1988)
- Islands (con Laraaji) (1989)
- In a Room (con gli Harmonia Ensemble) (1993)
- The Familiar (con Kate St John) (1993)
- Harmonia meets Zappa (con gli Harmonia Ensemble) (1994)
- Lost In Translation (1995)
- The Night Garden (1995)
- Swimming (1996)
- The Music of Neglected English Composers (1997)
- The Flatlands (1998)
- Damage (con Lol Hammond) (1999)
- The Appointed Hour (con Peter Hammill) (1999)
- Classical Music for Those with No Memory (con Garosi, Puliti, Odori) (2000)
- The Long Walk (2000)
- Getting Warmer (2002)
- Nobody knows and why (album di Keen-O nel quale Roger ha partecipato a molte tracce) (2002)
- Fragile (2005)
- At Lincoln Cathedral: Roger Eno (Live) (2005)
- Transparencies (con Plumbline) (2006)
- Anatomy (2008)
- Flood (2008)
- Lux (2012)
- Endless City / Concrete Garden (with Plumbline) (2013)
- Rattle That Lock (David Gilmour) – Columbia Records (2015)
- This Floating World (2017)
- Dust of Stars  (2018)
- Mixing Colours (2020)
- The Turning Year (2022)